# عملة هونغ كونغ فئة عشرة سنتات
عملة العشرة سنتات هي العملة الأقل تداولًا من بين عملات دولار هونغ كونغ. يبلغ قطرها 17.5 مليمتر (0.69 بوصة) وكتلة 1.85 غرام (0.065 أونصة) وهي أيضًا الأصغر حجمًا ووزنًا. وهي أقدم فئة عملات معدنية لا تزال متداولة في هونغ كونغ. منذ إصدارها الأول عام ١٨٦٣، لم تكن العملة المعدنية قيد الاستخدام إلا في فترة واحدة (١٩٤٢-١٩٤٧).

## تاريخ
قبل الحرب العالمية الثانية، كانت العملة المعدنية مصنوعة لأول مرة من الفضة النقية بنسبة نقاء 0.800، بوزن 2.82 غرام (0.099 أونصة)، سمك 1.1 مليمتر (0.043 بوصة) وقطرها 17.50 مليمتر (0.689 بوصة) بحافة مُقَصَّبة. صدرت أول عملة معدنية من فئة عشرة سنتات عام ١٨٦٣، وظهرت صورة الملكة فيكتوريا على وجهها الأمامي، واستمرت في السك حتى عام وفاتها عام ١٩٠١. ثم ظهر خليفتها، الملك إدوارد السابع ملك المملكة المتحدة، على وجه العملة من عام ١٩٠٢ إلى عام ١٩٠٥، على الرغم من حكمه حتى عام ١٩١٠. في أوائل القرن العشرين، أثناء إصلاح العملة في الصين، في بعض مقاطعات الصين، مثل قوانغشي، رفض بعض السكان وتجار التجزئة العملات الصينية من فئة ١٠ سنتات، وطلبوا بدلاً من ذلك عملة "كوايتاو" أو "رأس الشبح"، وهو كناية عن عملة هونغ كونغ من فئة ١٠ سنتات.
بعد فترة طويلة من عدم سك العملة، عادت العملة في عامي 1935 و1936 مع الملك جورج الخامس ملك المملكة المتحدة على وجهها الأمامي. ظلت العملات المعدنية كما هي على الرغم من تغيير تركيب العملة إلى النحاس والنيكل.
في عام 1937 غُير الوزن إلى 4.54 غرام (0.160 أونصة)، قطرها يصل إلى 20.57 مليمتر (0.810 بوصة)، سمك يصل إلى 1.85 مليمتر (0.073 بوصة)، وصُمم التكوين على شكل عملة معدنية من فئة النيكل، حيث قُدم صورة الملك جورج السادس ملك المملكة المتحدة على الوجه.
في عام 1948، صُدرت عملة جديدة لهذه الفئة: عملة من النيكل والنحاس بقيمة 20.57 مم في القطر، ويزن 4.54 جرام وسمكه 1.85 مم وحافة عادية. من عام 1948 إلى عام 1951، حملت صورة جورج السادس على وجهها الأمامي، دون لقب إمبراطور الهند، الذي فقده عام 1947. في عام 1955، وعلى الرغم من نجاحها في عام 1952، سُكت صورة الملكة إليزابيث الثانية لأول مرة على الوجه الأمامي. من عام 1937 فصاعدًا، تميزت العملة المعدنية بحافة أمان مضلعة؛ تغيرت هذه إلى حافة مضلعة في عام 1971.
بسبب تشابهها في الحجم والوزن مع قطعة الخمسين سنتًا، أعيد تصميم قطعة العشرة سنتات بحافة عادية من عام 1982. ووُضعت صورة الملكة إليزابيث الثانية لأرنولد ماشين، التي أُدخلت على عملات الجنيه الإسترليني في عام 1968، على الوجه. في 1 يناير 1984، أُلغيت عملة العشرة سنتات القديمة. في عام 1985، استُبدلت صورة الملكة التي رسمها ماشين بصورة نحتها رافائيل ماكلوف، والتي استُخدمت حتى عام 1992 وإطلاق عملات هونغ كونغ بدون صورة الملك البريطاني الحاكم.
حُفظ على الشكل والحجم عند إطلاق سلسلة باوهينيا عام ١٩٩٣. وفي عام ١٩٩٧، صدرت عملة تذكارية بمناسبة تسليم هونغ كونغ للصين، وظهر عليها قارب شراعي صيني تقليدي.

## ضرب النقود
علامات النعناع
- ح = هيتون
- KN = King's Norton